# 1923 год в телевидении
Список 1923 год в телевидении описывает события в телевидении, произошедшие в 1923 году.
- Появились сообщения из Всесоюзного электротехнического института (ВЭИ) в Москве об успешных экспериментах по передаче видеосигналов на большие расстояния.[1]
- Борис Розинг выпустил большую монографию «Электрическая телескопия (видение на расстоянии). Ближайшие задачи и достижения». Данная книга возродила интерес к электронному телевидению среди исследователей во всём мире.[2]
- 17 апреля, в Москве был радиофицирован Кремлевский зал. При радиофикации применялись усилители и репродукторы конструкции инженера Александра Шорина, работавшего до 1922 года управляющим в Нижегородской Радиолаборатории.[3]
- 1 мая 1923 года  улицы и площади Москвы были радиофицированы с помощью громкоговорителей Шорина и Москва впервые слушала первомайский концерт.[3]
- 18 мая, в Чехословакии начались регулярные передачи радиостанции Radiojournal. Чехословакия стала 2-й страной в Европе после Великобритании, передававшей обычные программы по радио.[3]
- 29 декабря Зворыкин подал патентную заявку (US2141059 (A)) на телевидение, осуществляемое полностью на электронном принципе (патент был получен после судебных разбирательств лишь 20 декабря 1938 года).[3]
- 29 декабря 35-летний шотландский инженер Джон Логи Бэрд (1888—1946) первым практически реализовал идею Нипкова и получил патент на первое телевидение на основе «диска Нипкова».[3]

## Родились
- 1 августа — Валентина Михайловна Леонтьева, диктор ЦТ СССР и телеведущая.